# Norma operatorja
Norma operatorja (oznaka {\displaystyle ||A||_{op}\,} za operator {\displaystyle A\,}) določa "velikost" linearnega operatorja (od tod tudi ime). To je norma, ki je definirana v prostoru omejenih linearnih operatorjev med dvema normiranima vektorskima prostoroma

## Definicija
Če imamo dva normirana vektorska prostora {\displaystyle V\,} in {\displaystyle W\,} nad istim obsegom realnih ali kompleksnih števil, je preslikava {\displaystyle A:V\to W\,} zvezna, če in samo, če velja
{\displaystyle \|Av\|\leq c\|v\|\quad {\mbox{ za vse }}v\in V}
kjer je
- {\displaystyle c\,} realno število
- {\displaystyle A\,} operator

Opomba: Norma na levi strani izhaja iz {\displaystyle W\,}, norma na desni strani pa iz {\displaystyle V\,}. Operator {\displaystyle A\,} ne podaljšuje nobenega vektorja za {\displaystyle c\,}. Slike omejene množice pod takšnim zveznim operatorjem so tudi omejene. Zaradi tega so zvezni linearni operatorji znani tudi kot omejeni operatorji. Za merjenje velikosti operatorja {\displaystyle A\,}, je najboljše vzeti najmanjšo vrednost za {\displaystyle c\,}, tako, da zgornja trditev še velja za vse {\displaystyle v\,} v {\displaystyle V\,}.
Normo lahko definiramo kot
{\displaystyle \|A\|_{op}=\min\{c\geq 0:\|Av\|\leq c\|v\|{\mbox{ za vse }}v\in V\}}.

## Lastnosti
Norma operatorja je norma prostora vseh omejenih operatorjev med {\displaystyle V\,} in {\displaystyle W\,}.
{\displaystyle \|A\|_{op}\geq 0{\mbox{ in }}\|A\|_{op}=0{\mbox{ če in samo, če je }}A=0\,}
{\displaystyle \|aA\|_{op}=|a|\|A\|_{op}\quad {\mbox{ za vsak skalar }}a,}
{\displaystyle \|A+B\|_{op}\leq \|A\|_{op}+\|B\|_{op}\,}
{\displaystyle \|Av\|\leq \|A\|_{op}\|v\|\quad {\mbox{ za vsak }}v\in V\,}
Norma operatorja je tudi združljiva s kompozitumom in množenjem operatorjev. Če so {\displaystyle V,W,X\,} trije normirani prostori z isto bazo in sta {\displaystyle A:V\to W\,} ter {\displaystyle B:W\to X\,} dva omejena operatorja, potem velja tudi
{\displaystyle \|BA\|_{op}\leq \|B\|_{op}\|A\|_{op}.}
{\displaystyle \|BA\|_{op}\leq \|B\|_{op}\|A\|_{op}.}.